# Eric Zentner
Pour les articles homonymes, voir Zentner.
Eric Burnell Zentner, né le 20 février 1981 dans le comté de Yolo et mort le 26 mars 2011 à Buellton, est un mannequin américain. Connu pour avoir fait des apparitions dans des campagnes publicitaires de Versace et Louis Vuitton.

## Carrière
À l'âge de 19 ans, dans un restaurant, il est repéré et commence sa carrière dans le mannequinat.
En 2009, il fait son apparition dans le célèbre clip de Katy Perry, Hot N Cold.
Il pose dans des campagnes publicitaires pour Versace, H&M et Macy's et défilent pour Marc Jacobs, Louis Vuitton et Gucci.

## Décès
Le 26 mars 2011, en rendant visite à sa mère, il se fait percuter en cours de route par une voiture en délit de fuite à Buellton, en Californie,.

## Clips musicaux
- 2009 : Hot N Cold de Katy Perry